# Буковно
Буковно (пол. Bukowno)  —  город  в Польше, входит в Малопольское воеводство,  Олькушский повят.  Имеет статус городской гмины. Занимает площадь 63,42 км². Население — 10 765 человек (на 2004 год).